# デーブのフライデードリーム
『デーブのフライデードリーム』は、1995年4月7日から1997年3月28日まで毎週金曜 22:54 - 23:00にテレビ東京系列ほかで放送されていたミニ番組。テレビ東京とテレビ東京制作（プロテックス）の共同制作。デーブ・スペクターの冠番組。数字選択式全国自治宝くじの1つ・ナンバーズの金曜日抽せん分の抽せん結果を速報した。

## 概要
ナンバーズは数字選択式全国自治宝くじの1つで、購入者が3つの数字を選択するナンバーズ3と4つの数字を選択するナンバーズ4の2種類がある。1994年10月に宮城、福島、岡山、広島で先行発売され、毎週金曜日に抽選したのが始まりである。翌年の1995年1月には毎週火曜日にも抽せんを行うようになり、同年4月から全国発売に切り替えたことを契機に金曜日抽せん分を当番組で速報した。
MCはデーブ・スペクターが務めた。番組は、視聴者のはがき紹介、過去1か月の間に最も多く選択された数字と最も少なく選択された数字の紹介（1996年10月のナンバーズ4では、病原性大腸菌O-157による食中毒が発生したことから「0157」を選択した人が多かったことを伝えた）をはじめナンバーズに関する情報を伝えた後、ナンバーズ3、ナンバーズ4の順で抽せん数字のほかすべての数字を順序通り当てるストレート、順序通り当てなくてもよいボックス、ストレートとボックスを半分に申し込むセット、ナンバーズ3のみで00から99までの数字を選択し、下2桁の数字が一致（3桁目はどの数字を選んでも構わない）すれば当たりとなるミニの当せん金額を伝える。同時に火曜日抽せんの抽せん数字も伝えているが、こちらは当せん金額は伝えていない（金曜日抽選分との混同を避けるため）。放送は、テレビ東京系列のほか同系列のない地域には地方局や関東地方を除く独立局（テレビ東京は関東一都六県をエリアとする広域局のため）にもネットされた。「全国都道府県・12指定都市」（ナンバーズの発売元）の単独提供というスポンサーの関係上、テレビ東京系番組の放送が極めて少ないサンテレビでも放送された。
宝くじの抽せん会を民放テレビで放送するのは、かつて東京都宝くじの当せん番号のみテレビ東京で伝えたほかは、関東・中部・東北自治宝くじなどのブロック宝くじで抽せん会を行うテレビ局のエリアのみで放送したり、1983年から2010年まで毎年9月2日の宝くじの日に日本テレビをキー局に全国30局に生放送でネットされた『宝くじの日スペシャル』で前年8月から当年8月までの外れくじ（一部除く）を対象としたお楽しみ抽せん会（放送が終了した2011年以降も抽せん会は継続され、翌2012年からは前年9月から当年8月までに改めた）だけだった。なおジャンボ宝くじについては、年末ジャンボ宝くじの抽せん会はNHK総合テレビとNHK BSで、それ以外の抽せん会はNHK BSで放送している（かつてはNHK総合テレビで放送していた）。
2025年現在、ナンバーズ抽せん数字の発表は毎週月曜 - 金曜、BS11の『宝くじドリームサテライト』（20:58 - 21:00、木曜には20:57 - 21:00）で放送されている。また、数字選択式宝くじ抽せん会ライブ中継でも視聴することができる。